# Зникнення Boeing 727 над Атлантичним океаном
Зникнення Boeing 727 над Атлантичним океаном — авіаційна катастрофа, що сталася 11 вересня 1990 року. Пасажирський літак Boeing 727-247 перуанської вже неіснуючої авіакомпанії Faucett Perú виконував переліт з аеропорту «Мальта» в Ліму із зупинками в Мілані, Лондоні, Кеплавіку, Гандері та Маямі. До цього літак здавався в лізинг компанії Air Malta, але він тоді вже повертався в Faucett, і на борту в якості пасажирів були перуанські співробітники авіалінії та їхні родини. Політ після зльоту з Ісландії проходив нормально, але ближче до вечора два рейси American Airlines і TWA передали диспетчерам в Канаді про те, що на борту OB-1303 закінчується паливо і вони збираються приводнитися. У результаті пошуків, жодного сліду Boeing 727 Faucett Perú не було знайдено. Усі 16 осіб, що перебували на борту (10 пасажирів і 6 членів екіпажу), були визнані загиблими. Літак, найімовірніше, сів на воду приблизно у 290 км від мису Кейп-Рейс, Ньюфаундленд (Канада).